# Leony
Leony, née le 25 juin 1997 à Cham en Allemagne, est une chanteuse et auteure-compositrice allemande.

## Carrière
La carrière de Leonie Burger commence en 2014, où elle participe à l'émission télévisée RTL's Rising Star en tant que membre du groupe "Unknown Passenger" avec Julian Vogl et Maximillian Böhle. Leur groupe remporte la finale avec une réinterprétation du titre Stay de Rihanna. A la suite de l'émission, le trio effectue quelques concerts dans des petits clubs, mais le groupe se sépare rapidement.
En 2016, Leony entame une carrière solo en signant avec le label Sony Music Australia. Elle suit des leçons de coaching vocal avant de sortir son premier single, Surrender, en 2017. Ce titre est utilisé par la mannequin Sylvie Meis pour faire la promotion d'une collection de sous-vêtements[pertinence contestée]. En 2018, Leony sort le single Boots et en 2019, le single More Than Friends.
En 2020, Leony change d'équipe et commence à travailler avec son nouveau manager, Vitali Zestovskih, sur de nouveaux titres. Cela aboutit sur une collaboration avec le DJ néerlandais Sam Feldt et le duo de DJ allemands VIZE sur le titre Far Away From Home, qui atteint les 100 millions d'écoutes sur Spotify[source secondaire souhaitée]. Elle continue ses collaborations avec VIZE en 2020 en sortant les singles Paradise et Dolly Song[source secondaire souhaitée].
En 2023, Leony participe en tant que membre du jury à la 20e édition de l'émission allemande Deutschland sucht den SuperStar. En 2024, elle rejoint le groupe OneRepublic et le groupe de DJ Meduza pour créer le single officiel de l'UEFA Euro 2024, intitulé Fire. Leony interprète ce titre lors de la finale de la compétition à Berlin, le 14 juillet 2024[source secondaire souhaitée].

## Discographie

### Albums
| Titre                | Détails                                           | Meilleur position | Meilleur position | Certifications |
| Titre                | Détails                                           | ALL               | AUT               | Certifications |
| -------------------- | ------------------------------------------------- | ----------------- | ----------------- | -------------- |
| Somewhere in Between | - Sortie: 24 mars 2023 - Label: Kontor Records    | 20                | 28                | - NVPI: Or     |
| Oldschool Love       | - Sortie: 28 février 2025 - Label: Kontor Records | 12                | 24                |                |

### Singles
| Single                                                                          | Année | Meilleure positions | Meilleure positions | Meilleure positions | Meilleure positions | Meilleure positions | Meilleure positions | Meilleure positions | Certifications                             | Albums                  |
| Single                                                                          | Année | ALL                 | AUT                 | BEL (FL)            | FRA                 | NL                  | R-U                 | SUI                 | Certifications                             | Albums                  |
| ------------------------------------------------------------------------------- | ----- | ------------------- | ------------------- | ------------------- | ------------------- | ------------------- | ------------------- | ------------------- | ------------------------------------------ | ----------------------- |
| Surrender                                                                       | 2017  | —                   | —                   | —                   | —                   | —                   | —                   | —                   |                                            | Non-album singles       |
| Boots                                                                           | 2018  | —                   | —                   | —                   | —                   | —                   | —                   | —                   |                                            | Non-album singles       |
| More Than Friends                                                               | 2019  | —                   | —                   | —                   | —                   | —                   | —                   | —                   |                                            | Non-album singles       |
| Far Away From Home (avec Sam Feldt et VIZE)                                     | 2020  | —                   | —                   | —                   | —                   | 13                  | —                   | —                   |                                            | Somewhere in Between    |
| Brother Louie (avec VIZE, Imanbek et Dieter Bohlen)                             | 2020  | 64                  | 58                  | —                   | —                   | —                   | —                   | —                   |                                            | Non-album singles       |
| Every Morning (avec Noel Hoeller)                                               | 2020  | —                   | —                   | —                   | —                   | —                   | —                   | —                   |                                            | Non-album singles       |
| Paradise (avec VIZE et Joker Bra)                                               | 2020  | 4                   | 2                   | —                   | —                   | —                   | —                   | 98                  | - BVMI Platine                             | Non-album singles       |
| On N On (avec VINAI)                                                            | 2020  | —                   | —                   | —                   | —                   | —                   | —                   | —                   |                                            | Non-album singles       |
| Dolly Song (Devil's Cup) (avec VIZE)                                            | 2020  | —                   | —                   | —                   | —                   | —                   | —                   | —                   |                                            | Non-album singles       |
| Show Me Love (Dimitri Vegas Edit) (avec Dino Warriors et Dimitri Vegas)         | 2020  | —                   | —                   | —                   | —                   | —                   | —                   | —                   |                                            | Non-album singles       |
| Friendship (Lost My Love) (avec Pascal Letoublon)                               | 2020  | 20                  | —                   | —                   | —                   | —                   | —                   | —                   | - BVMI 3 × Or - FIMI Or - IFPI 2 × Platine | Somewhere in Between    |
| Love Me (avec Rompasso)                                                         | 2020  | —                   | —                   | ―                   | —                   | —                   | —                   | —                   |                                            | Non-album singles       |
| Faded Love                                                                      | 2021  | 17                  | 11                  | 31                  | —                   | 58                  | —                   | 24                  | - BVMI Or                                  | Somewhere in Between    |
| Easy Peasy (avec FiNCH et VIZE)                                                 | 2021  | 70                  | —                   | —                   | —                   | —                   | —                   | —                   | - BVMI Or                                  | Fliesentisch Romantik 2 |
| No More Second Chances                                                          | 2021  | —                   | —                   | —                   | —                   | —                   | —                   | —                   |                                            | Non-album singles       |
| Working Title (avec ALOTT)                                                      | 2021  | —                   | —                   | —                   | —                   | —                   | —                   | —                   |                                            | Non-album singles       |
| Where Do You Think You Are Going (avec Yves V et CORSAK)                        | 2021  | —                   | —                   | —                   | —                   | —                   | —                   | —                   |                                            | Non-album singles       |
| Raindrops (avec Katja Krasavice)                                                | 2021  | 1                   | 33                  | —                   | —                   | —                   | —                   | —                   |                                            | Non-album singles       |
| Pieces (avec AVAION et VIZE)                                                    | 2021  | —                   | —                   | —                   | —                   | —                   | —                   | —                   |                                            | Non-album singles       |
| Love On The Line (avec VIZE)                                                    | 2021  | —                   | —                   | —                   | —                   | —                   | —                   | —                   |                                            | Non-album singles       |
| Remedy                                                                          | 2022  | 5                   | 9                   | —                   | —                   | —                   | —                   | 17                  | - BVMI Platine                             | Somewhere in Between    |
| Stop The World (avec Steve Aoki et Marnik)                                      | 2022  | —                   | —                   | —                   | —                   | —                   | —                   | —                   |                                            | Non-album singles       |
| Crazy Love (avec Toby Romeo)                                                    | 2022  | —                   | —                   | —                   | —                   | —                   | —                   | —                   |                                            | Somewhere in Between    |
| Follow (avec Kontra K et Sido)                                                  | 2022  | 3                   | 8                   | —                   | —                   | —                   | —                   | 23                  | - BVMI Or                                  | Non-album singles       |
| Love On The Line (avec VIZE et Masked Wolf)                                     | 2022  | —                   | —                   | —                   | —                   | —                   | —                   | —                   |                                            | Non-album singles       |
| Somewhere in Between                                                            | 2023  | 54                  | —                   | —                   | —                   | —                   | —                   | —                   |                                            | Somewhere in Between    |
| Holding On                                                                      | 2023  | —                   | —                   | —                   | —                   | —                   | —                   | —                   |                                            | Somewhere in Between    |
| Monsoon (avec VIZE, Niklas Dee et Tokio Hotel)                                  | 2023  | —                   | —                   | —                   | —                   | —                   | —                   | —                   |                                            | Non-album singles       |
| Ghost Town (avec VIZE et Joris Sava)                                            | 2023  | —                   | —                   | —                   | —                   | —                   | —                   | —                   |                                            | Non-album singles       |
| I Can Feel (avec VIZE et Niklas Dee)                                            | 2023  | 77                  | —                   | —                   | 100                 | —                   | —                   | —                   |                                            | Oldschool Love          |
| Waking Up (avec Felix Jaehn)                                                    | 2024  | 96                  | —                   | —                   | —                   | —                   | —                   | —                   |                                            | Non-album singles       |
| Miracle (Edit) (avec Boris Brejcha)                                             | 2024  | —                   | —                   | —                   | —                   | —                   | —                   | —                   |                                            | Non-album singles       |
| Simple Life                                                                     | 2024  | 84                  | —                   | —                   | —                   | —                   | —                   | —                   |                                            | Oldschool Love          |
| FIRE (avec MEDUZA et OneRepublic)                                               | 2024  | 29                  | 49                  | 45                  | —                   | 68                  | 76                  | 68                  |                                            | Oldschool Love          |
| City Lights (avec Armin van Buuren et VIZE)                                     | 2024  | —                   | —                   | —                   | —                   | —                   | —                   | —                   |                                            | Breathe                 |
| Summer Of Love (avec James Carter et Sam Fischer)                               | 2024  | —                   | —                   | —                   | —                   | —                   | —                   | —                   |                                            | Non-album singles       |
| Rock n Roll (avec G-Eazy)                                                       | 2024  | 55                  | —                   | —                   | —                   | —                   | —                   | —                   |                                            | Oldschool Love          |
| By Your Side (In My Mind)                                                       | 2025  | 66                  | —                   | —                   | —                   | —                   | —                   | —                   |                                            | Oldschool Love          |
| By Your Side (In My Mind) Part II (avec Felix Jaehn et G-Eazy)                  | 2025  | —                   | —                   | —                   | —                   | —                   | —                   | —                   |                                            | Non-album singles       |
| Tell Me Where U Go (avec Clean Bandit et Tiësto)                                | 2025  | —                   | —                   | —                   | —                   | —                   | —                   | —                   |                                            | Non-album singles       |
| "—" signifie que le single ne s'est pas classé ou n'est pas sorti dans le pays. |       |                     |                     |                     |                     |                     |                     |                     |                                            |                         |